# يونكرز يو 52
يونكرز جو 52/ 3أم (الملقبة تانتي جو ( "العمة جو") وآني الحديدية) طائرات النقل الألمانية المصنعة في الفترة بين 1931-1952، صممت في البداية مع محرك واحد ولكن أُنتجت في وقت لاحق بثلاثة محركات. كانت تخدم في الفروع المدنية والعسكرية خلال الثلاثينات والأربعينات. عملت مع أكثر من 12 شركة طيران كطائرة مدنية ومنا سويسرا للطيران والخطوط الجوية الألمانية هانزا كطائرة ركاب وشحن. عملت في سلاح الجو الألماني لوفتفافه كطائرة عسكرية للنقل وقاذفة متوسطة لفترة وجيزة. استمرت يو 52 في الخدمة بعد الحرب مع الأساطيل الجوية العسكرية والمدنية فلفترة طويلة في الثمانينات. استمر استخدام الطائرة إلى ما بعد هذا التاريخ لأغراض مثل مشاهدة معالم المدينة.

## التاريخ التشغيلي

### الاستخدام العسكري 1932-1945
استخدم سلاح الجو الكولومبي ثلاث قاذفات جو 52 / 3de مزودة بطائرات عائمة خلال حرب كولومبيا - بيرو في 1932-1933. بعد الحرب، استحوذ سلاح الجو على ثلاث طائرات أخرى من طراز جو 52mge كطائرات نقل؛ بقيت في الخدمة حتى بعد الحرب العالمية الثانية . [بحاجة لمصدر]

### الحرب العالمية الثانية
أثبتت الطائرة أثناء فترة خدمتها في لوفتهانزا أنها طائرة ركاب موثوقة للغاية. لذلك اعتمدها سلاح الجو النازي كنموذج قياسي للطائرات. في عام 1938، كان للفرقة الجوية السابعة خمس مجموعات للنقل الجوي مكونة من 250 طائرة جو 52أس. كان لدى سلاح الجو الألماني 552 طائرة جو 52أس في بداية الحرب العالمية الثانية. على الرغم من أنها بُنيت بأعداد كبيرة، إلا أن الطائرة كانت عتيقًا تقنيًا. بين عامي 1939 و 1944 ، تم تسليم 804 طائرة إلى سلاح الجو النازي (1939: 145؛ 1940: 388؛ 1941: 502؛ 1942: 503؛ 1943: 887؛ و 1944: 379). استمر إنتاج الطائرة حتى حوالي صيف عام 1944؛ عندما انتهت الحرب، كان ما بين 100 إلى 200 طائرة لا تزال متاحة.

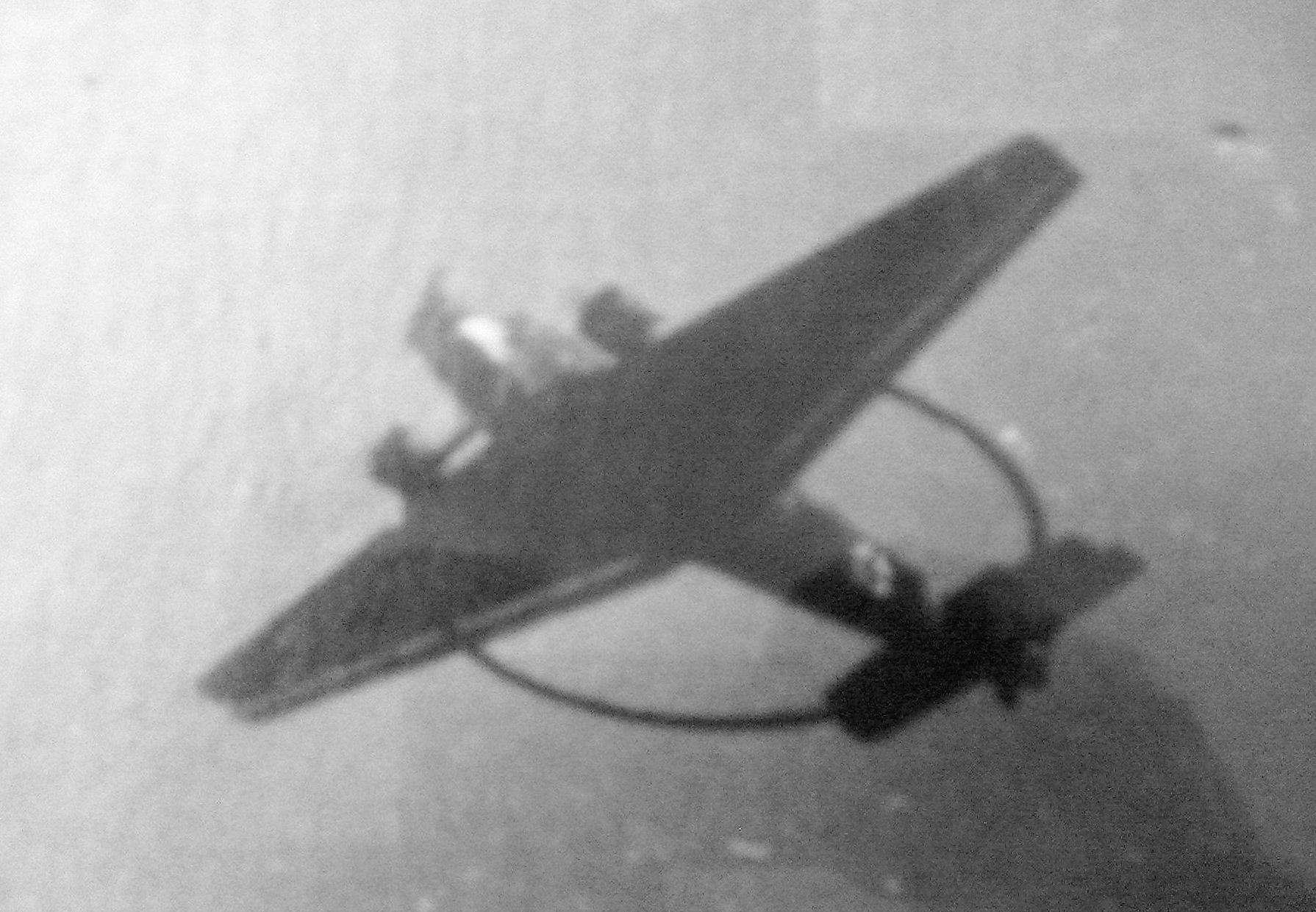
كاسحة ألغام Ju 52 / 3m MS (M inen s uch) مجهزة بحلقة إزالة مغناطيسية

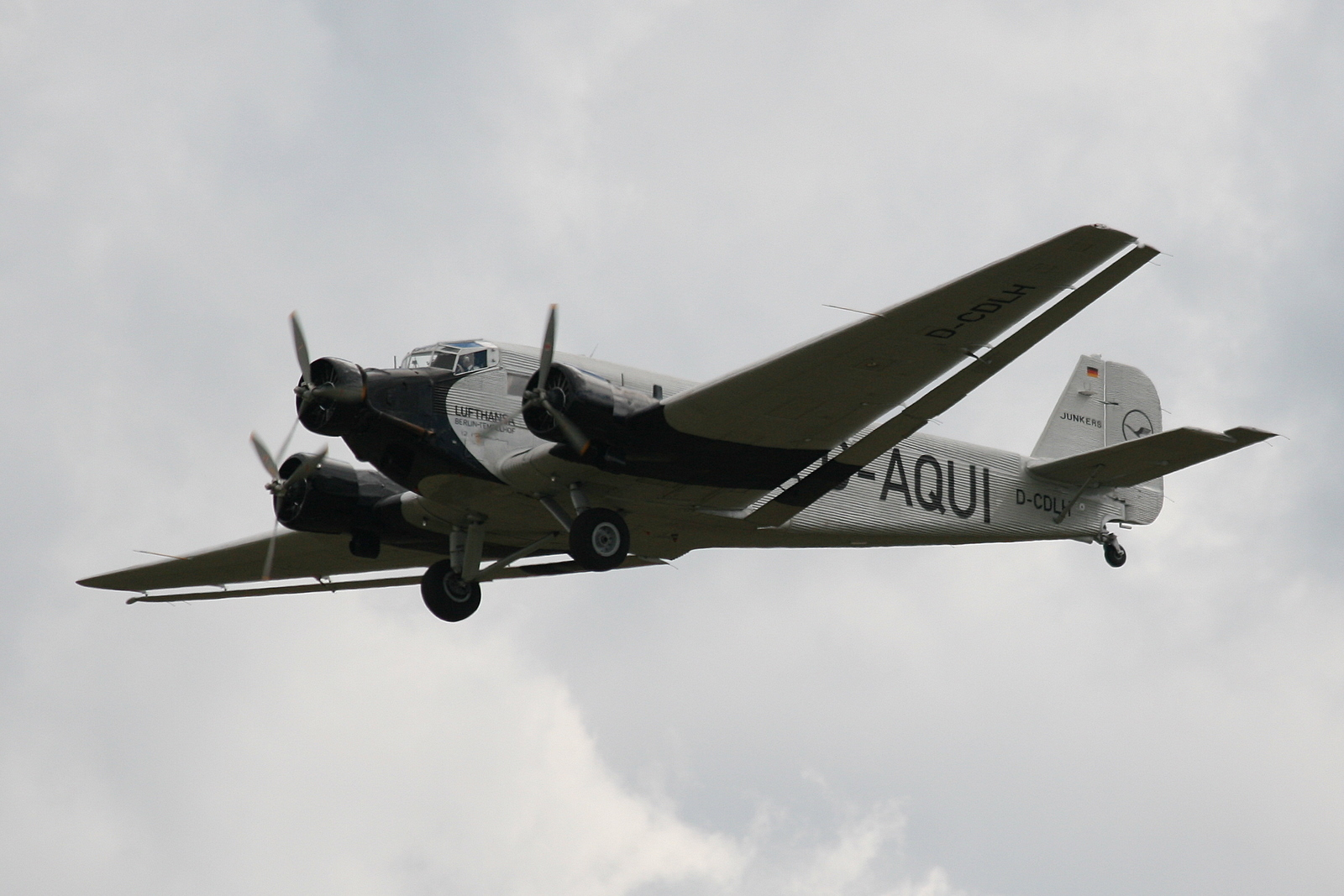
صورة للطائرة خلال عرض في القرن 21.